# 명신여자고등학교
명신여자고등학교(明新女子高等學校)는 대한민국 인천광역시 부평구 산곡동에 위치한 사립 고등학교이다.

## 학교 연혁
- 1970년 7월 6일 : 학교법인 신성학원 인가
- 1971년 3월 4일 : 명신여자상업고등학교 개교
- 1974년 1월 6일 : 제1회 졸업식(상업계)
- 1977년 8월 1일 : 설립자 강종락 이사장 취임
- 1987년 3월 3일 : 명신여자고등학교(일반계) 학칙개편
- 1990년 2월 10일 : 제17회 졸업식(일반계 1회)
- 2013년 7월 11일 : 신의관 준공
- 2016년 3월 22일 : 강지원 이사장 취임
- 2018년 2월 28일 : 지식재산일반 교과 선도학교 선정
- 2018년 10월 2일 : 2019선진형 교과교실제 도입교 선정
- 2018년 11월 27일 : 2019학년도 고교학점제 선도학교
- 2021년 3월 2일 : 제16대 윤인리 교장 취임
- 2023년 3월 2일 : AI 융합교육 중심학교 선정
- 2024년 1월 25일 : 제51회(일반계 제35회 졸업식)

## 참고 자료
- 명신여자고등학교 - 한국교육학술정보원 학교알리미